# Mordella africana
Mordella africana es una especie de coleóptero de la familia Mordellidae.

## Distribución geográfica
Habita en la provincia de KwaZulu-Natal de Sudáfrica.